# Katedra w Wetzlarze
Katedra Maryi Panny w Wetzlarze (niem. Dom Unserer Lieben Frau) – zabytkowa, trójnawowa świątynia znajdująca się w niemieckim mieście Wetzlar, gotycka z zachowanymi elementami romańskimi z poprzedniej budowli. Od 1561 kościół symultaniczny współużytkowany przez protestantów i katolików.

## Historia
W 897 roku konsekrowano kościół pod wezwaniem Zbawiciela. W połowie X wieku został on siedzibą kapituły poświęconej Matce Bożej, pełniąc jednocześnie funkcję kościoła parafialnego dla miasta Wetzlar. W latach 1170–1190 wzniesiono nowy, znacznie większy kościół w stylu późnoromańskim, z którego do dziś zachowały się elementy zachodniej elewacji z wieżą Heidenturm. Mimo sporów między parafią a kapitułą o finansowanie prac budowlanych, około 1220 rozpoczęto kolejną rozbudowę. W 1334 wzniesiono sygnaturkę, w 1336 rozpoczęto budowę korpusu nawowego, a w 1490 ukończono budowę wieży południowej. Wieży północnej nie zrealizowano z powodu braku funduszy. W 1561 hełm wieży został zniszczony przez pożar, od tego samego roku kościół należał również do protestantów, a parafia luterańska stała się trzecim źródłem finansowania budowy. Protestanci odprawiali nabożeństwa w korpusie nawowym, a katolicy – w prezbiterium.
Po rozpadzie Świętego Cesarstwa Rzymskiego w 1806 roku kapitułę zniesiono, a opiekę nad kompleksem przejął abp Karl Theodor von Dalberg, który w 1808 rozporządzeniem ustanowił podział funduszy pomiędzy wspólnotami, wg którego dwie parafie pokrywały po 9/24 kosztów, abp Dalberg – 2/24, a 4/24 miały pochodzić z pieniędzy publicznych. Po rezygnacji Dalberga umowę wielokrotnie nowelizowano. W 1837 gmina protestancka, po zorganizowaniu zbiórki i otrzymaniu dotacji od władz pruskich, rozpoczęła remont wnętrza. Usunięto 22 proste, średniowieczne ołtarze i część posągów, rozebrano empory i późnogotyckie sakramentarium z 1507. Nową emporę organową zaprojektowano w stylu neogotyckim. Parafia katolicka z kolei ufundowała przebudowę prezbiterium. W czerwcu 1857 powołano stowarzyszenie budowy katedry w Wetzlarze.
Mimo przeprowadzenia remontu w latach 1872–1873 stan świątyni się pogarszał. W 1880 władze rejencji Koblencja podjęły decyzje o wyłączeniu z użytkowania transeptu, w 1892 – okolic Heidenturm, a w 1903 całej elewacji zachodniej. W grudniu 1901 założono kolejne stowarzyszenie budowy. W 1902 roku przystąpiono do generalnego remontu. Pracami od 1903 kierował Ernst Stiehl, który planował dokończenie fasady zachodniej poprzez zburzenie romańskich fragmentów wraz z Heidenturm, z czego zrezygnowano, prawdopodobnie z powodów finansowych. W grudniu 1910 katedrę przywrócono do użytku.
8 marca 1945 wschodnia część kościoła została zniszczona podczas nalotu bombowego, zniszczone zostało lektorium z organami, a wskutek fali uderzeniowej destrukcji uległy również okna i organy wspólnoty protestanckiej. 31 stycznia 1946 powołano trzecie już stowarzyszenie budowy katedry. Zrezygnowano z odbudowy lektorium, by podkreślić współpracę obu wspólnot. 14 maja 1955 inaugurowano organy, a na przełomie lat 50. i 60. zainstalowano witraże. Od 1982 dwie parafie pokrywają po 5/12 kosztów, a fundusz Dalberg'sche Kirchenfonds i miasto Wetzlar – po 1/12 kosztów budowlanych. W latach 1981–1989 odrestaurowano wnętrze, a w 2001 rozpoczęto konserwację elewacji.

## Architektura
Świątynia gotycka, trójnawowa, o układzie halowym. Fasada składa się z dwóch wież. Niższa, północna wieża romańska, znana jest jako Heidenturm. Jej dwie górne kondygnacje doświetlają biforia, a najwyższa kondygnacja zwęża się do rzutu ośmiokąta. Wieża południowa jest gotycka, wieńczy ją XVI-wieczny hełm projektu Johanna Gredla. Gotycki portal zachodni zdobi figura Madonny, na tympanonie widnieją sceny pokłonu Trzech Króli i sądu ostatecznego. Łuk portalu dekorują figury proroków oraz mądrych i głupich panien. Za tym portalem zachował się pierwotny portal romański o dwóch arkadach, znany jako Heidenportal. Korpus nawowy ma długość trzech przęseł, od północy dobudowana jest do niego protestancka zakrystia, a od południa – kaplica boczna pw. św. Jana; obie dobudówki są dostawione od zachodu do transeptu. Południową elewację zdobi wczesnogotycki portal, dekorowany figurami: Chrystusa, aniołów, Matki Bożej, diabła z żydem, Kaina, Abla, św. Jakuba i św. Piotra. Od północy do prezbiterium dostawiona jest zakrystia katolicka i kaplica św. Szczepana, a od południa – kaplica Matki Bożej i kaplica św. Mikołaja. Pierwotnie prezbiterium i transept były oddzielone lektorium, zniszczonym w 1945 roku. 

## Wyposażenie
Wnętrze zdobi figura Chrystusa niosącego krzyż z Szymonem Cyrenejczykiem, będąca wykonaną w 1996 rekonstrukcją średniowiecznego oryginału, skradzionego w 1983 roku. XVI-wieczny żyrandol w nawie głównej zdobi figura Matki Bożej otoczonej przez anioły. Kaplicę św. Jana zdobi pietà z ok. lat 1370–1380. XV-wieczny krucyfiks tęczowy pochodzi z XV wieku, przeniesiono go w obecne miejsce w latach 80. XX wieku z sąsiadującej z katedrą kaplicy św. Michała. Figury świętych w prezbiterium wykonano w połowie XIII wieku, a figurę Madonny – pod koniec wieku XV. W kaplicy św. Mikołaja ustawiono XII-wieczną, romańską chrzcielnicę, wykonaną ze skały wulkanicznej. Organy wykonał w 1955 roku hamburski organmistrz Rudolf von Beckerath, w 2005 poddano je renowacji. Kościół ma łącznie 7 dzwonów i jeden gong zegarowy:
| Lokalizacja            | Imię                    | Waga    | Średnica | Ton  | Materiał | Rok odlania     | Ludwisarz                  |
| ---------------------- | ----------------------- | ------- | -------- | ---- | -------- | --------------- | -------------------------- |
| Sygnaturka             | Secunda/Unternonglocke  | 180 kg  | 56,7 cm  | g"   | brąz     | XII lub XIII w. | nieznany                   |
| Sygnaturka             | Ökumeneglocke           | 264 kg  | 72,8 cm  | d"   | brąz     | 1998            | Rincker, Sinn              |
| Sygnaturka             | Prima/Unterseptimglocke | 350 kg  | 85,2 cm  | h'   | brąz     | 1334            | nieznany                   |
| Wieża południowa       | Neunuhrglocke           | 550 kg  | 96 cm    | a'   | brąz     | ok. 1500        | nieznany                   |
| Wieża południowa       | Elfuhrglocke            | 660 kg  | 100,2 cm | g'   | brąz     | 1660            | Guido Monginot             |
| Wieża południowa       | Vaterunserglocke        | 1400 kg | 127,5 cm | fis' | brąz     | 1686            | Dilman Schmid, Aßlar       |
| Wieża południowa       | Dammrich                | 2200 kg | 164 cm   | d'   | żeliwo   | 1920            | Buderus, Wetzlar           |
| Hełm wieży południowej | Gong zegarowy           | 400 kg  | 97 cm    | b.d. | brąz     | 1615            | Bader, Frankfurt nad Menem |

## Galeria

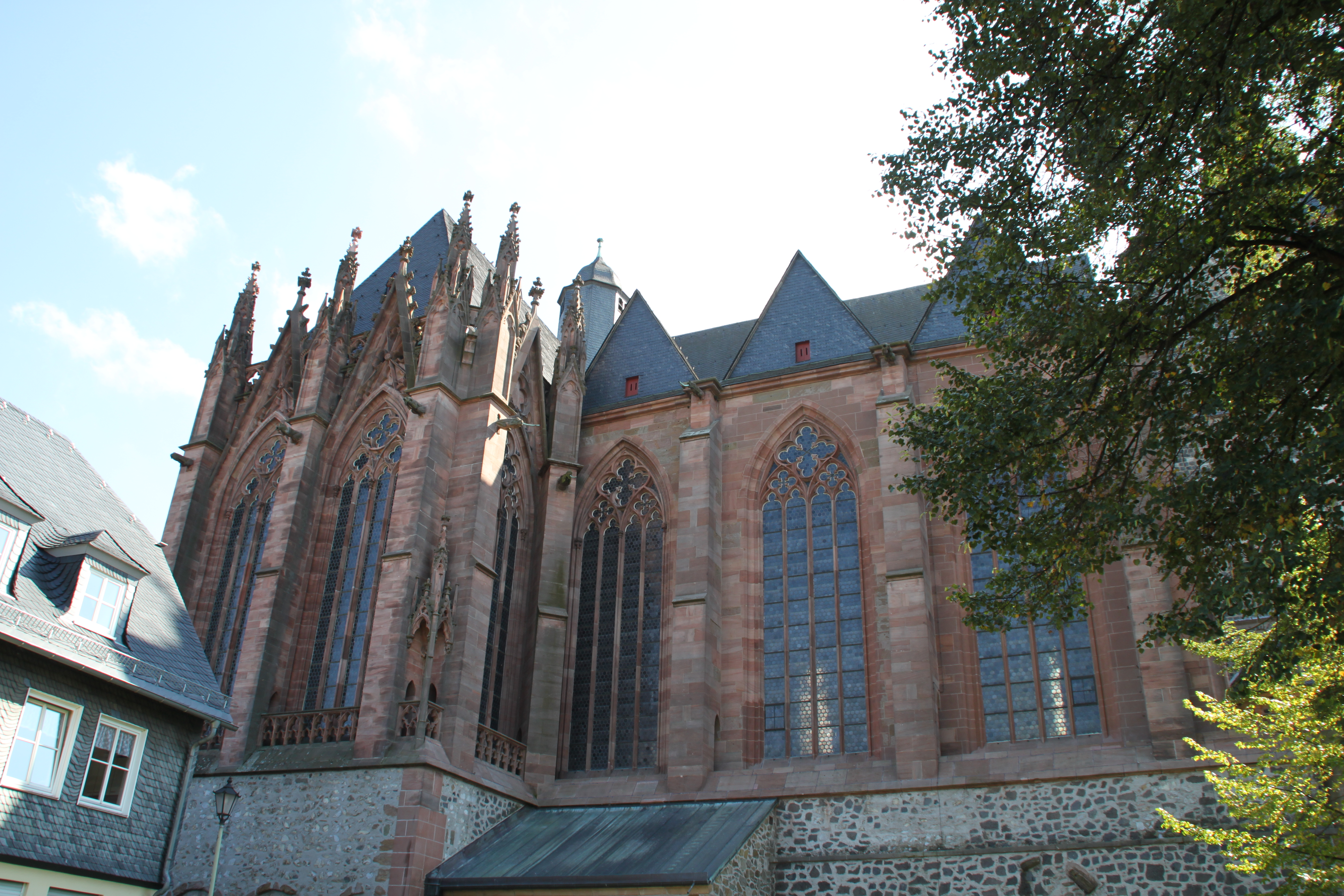
Widok z północnego zachodu
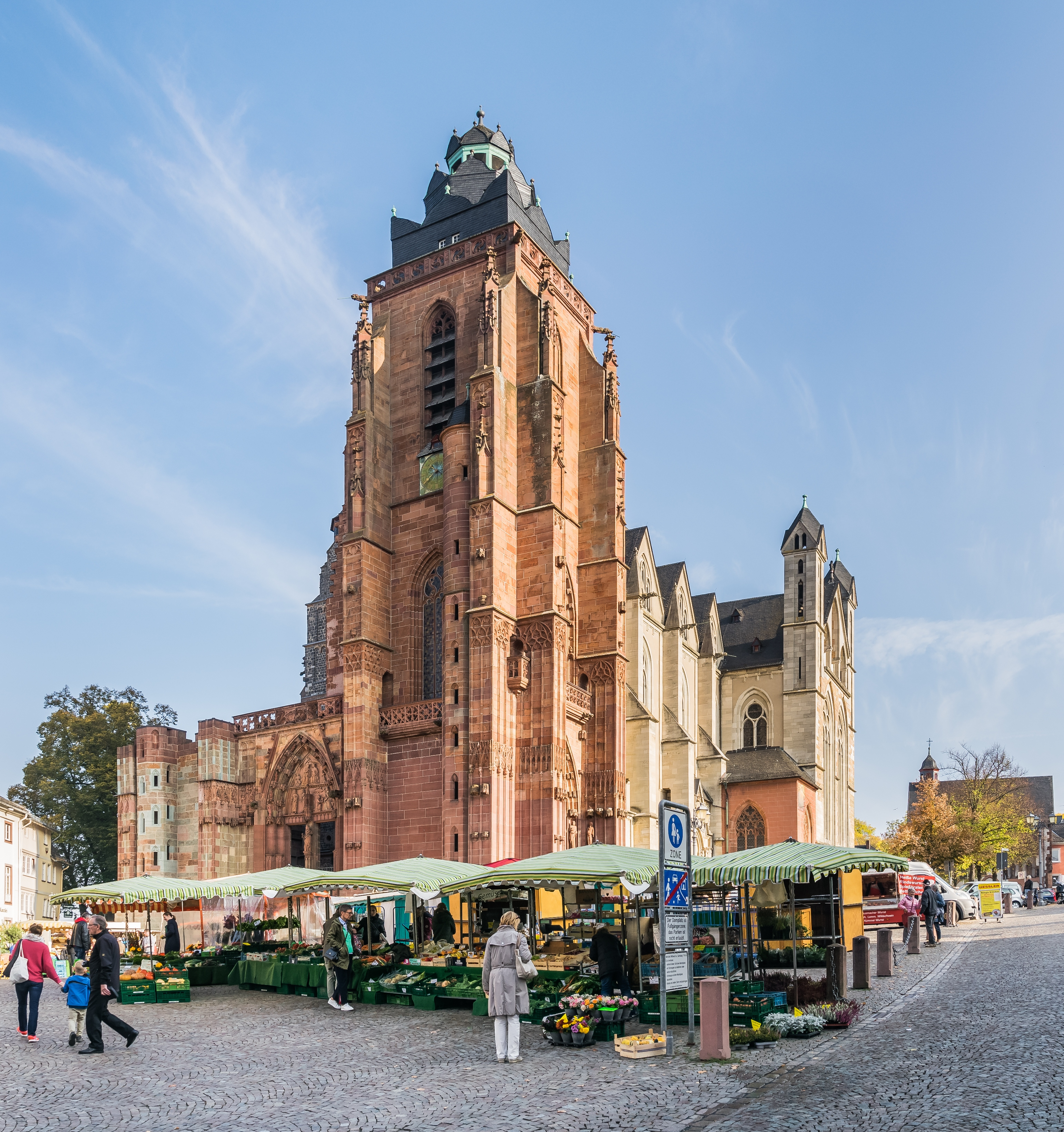
Fasada
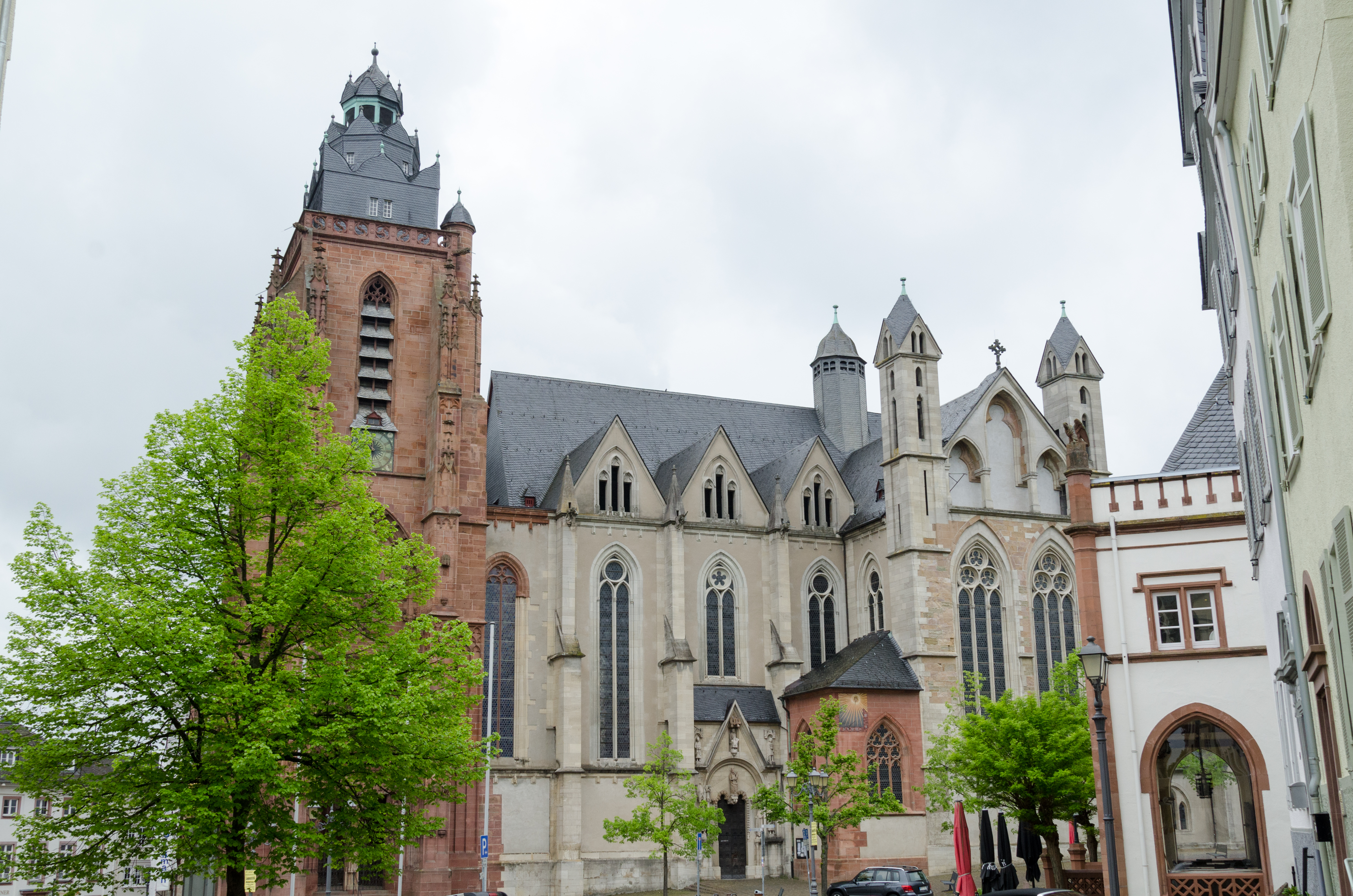
Widok z południowego wschodu
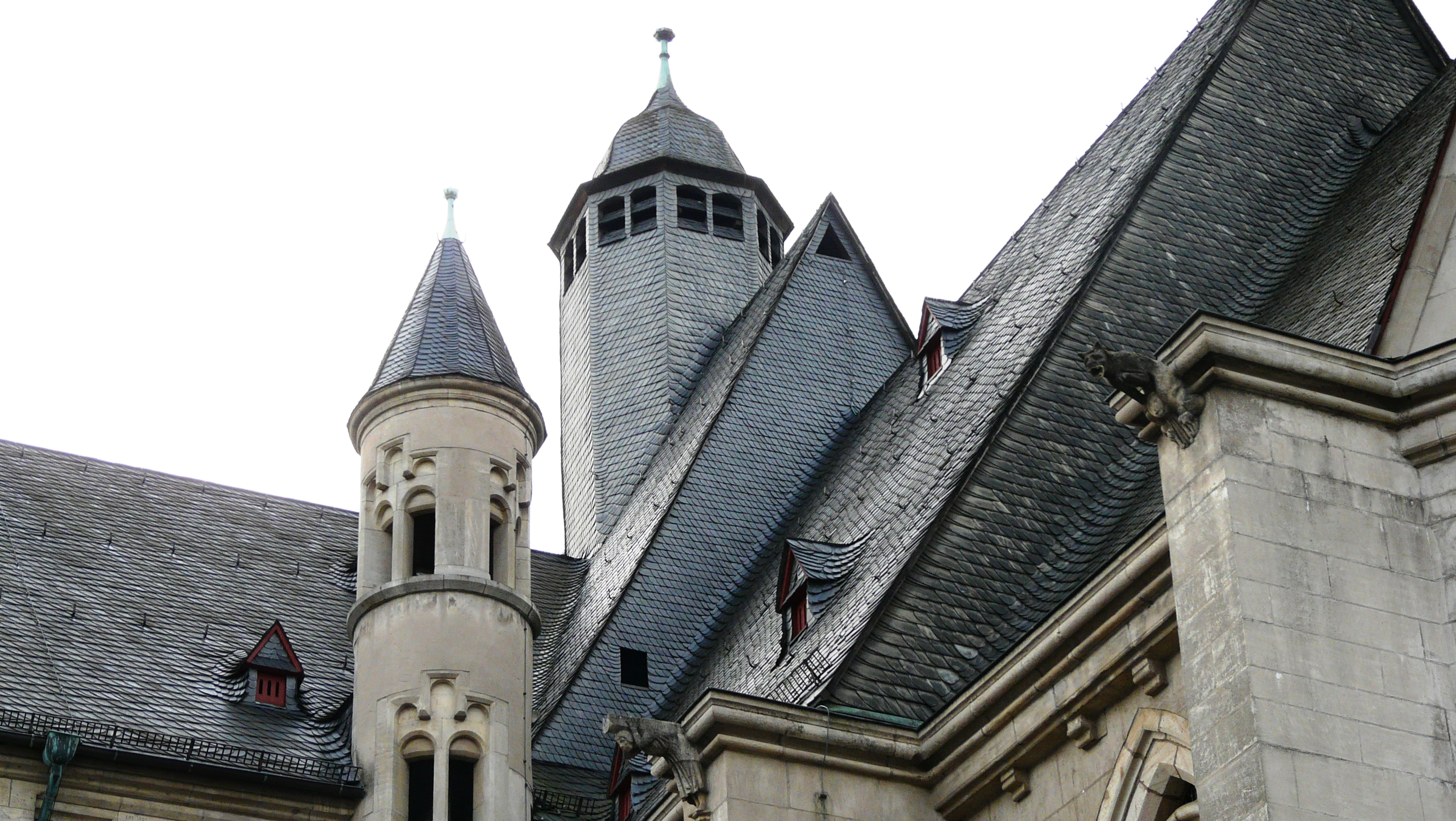
Sygnaturka
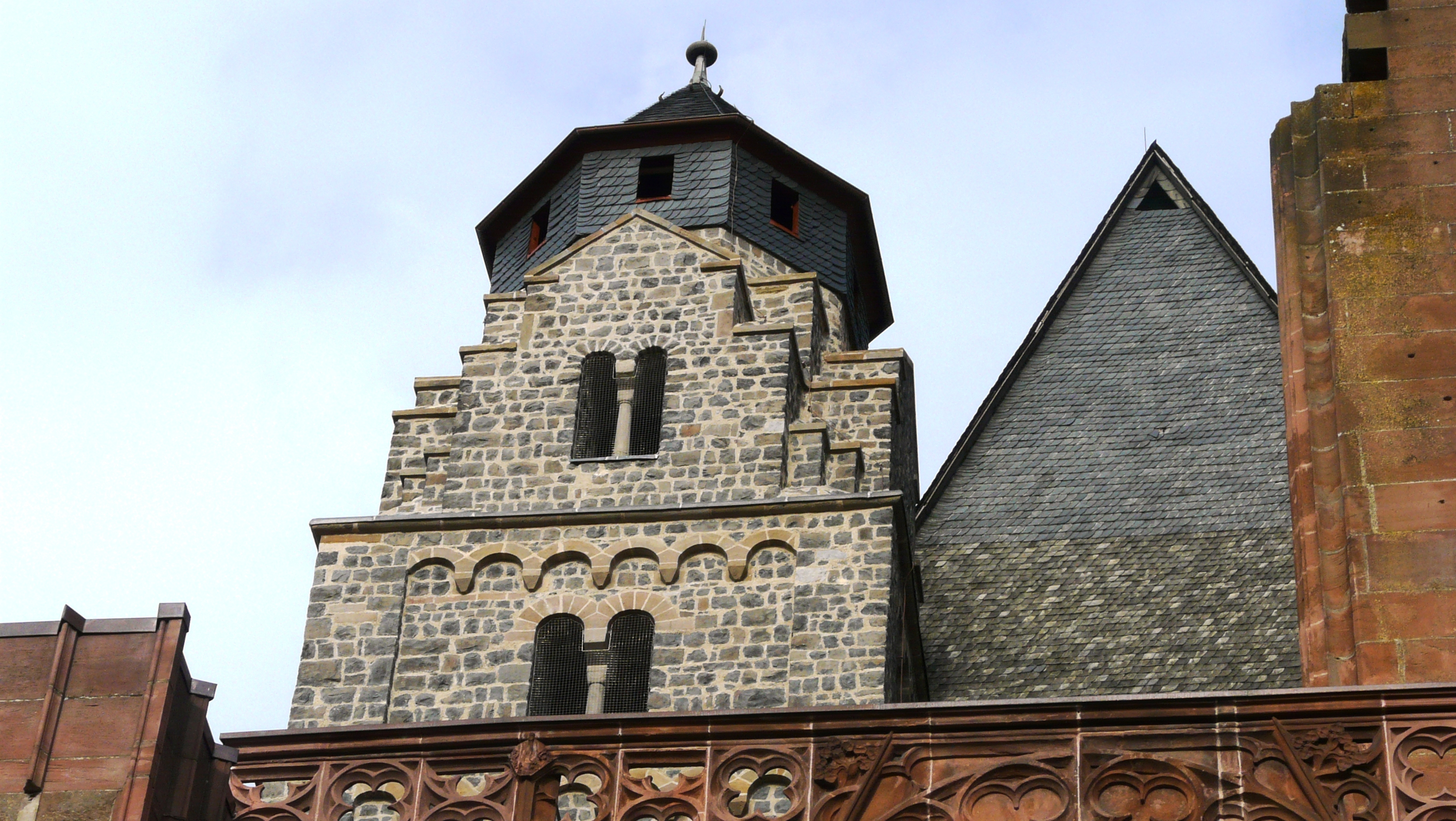
Szczyt Heidenturm
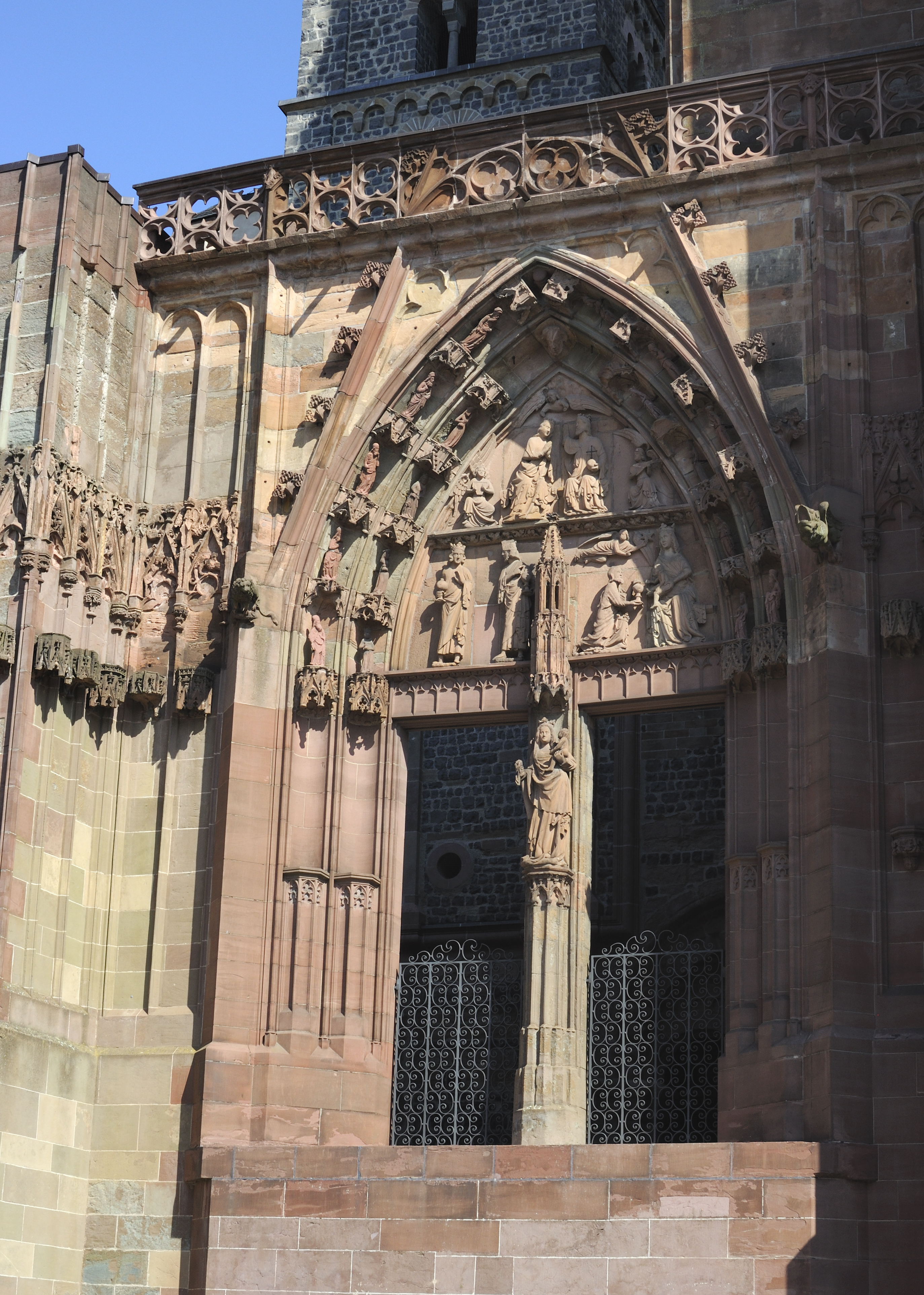
Portal zachodni
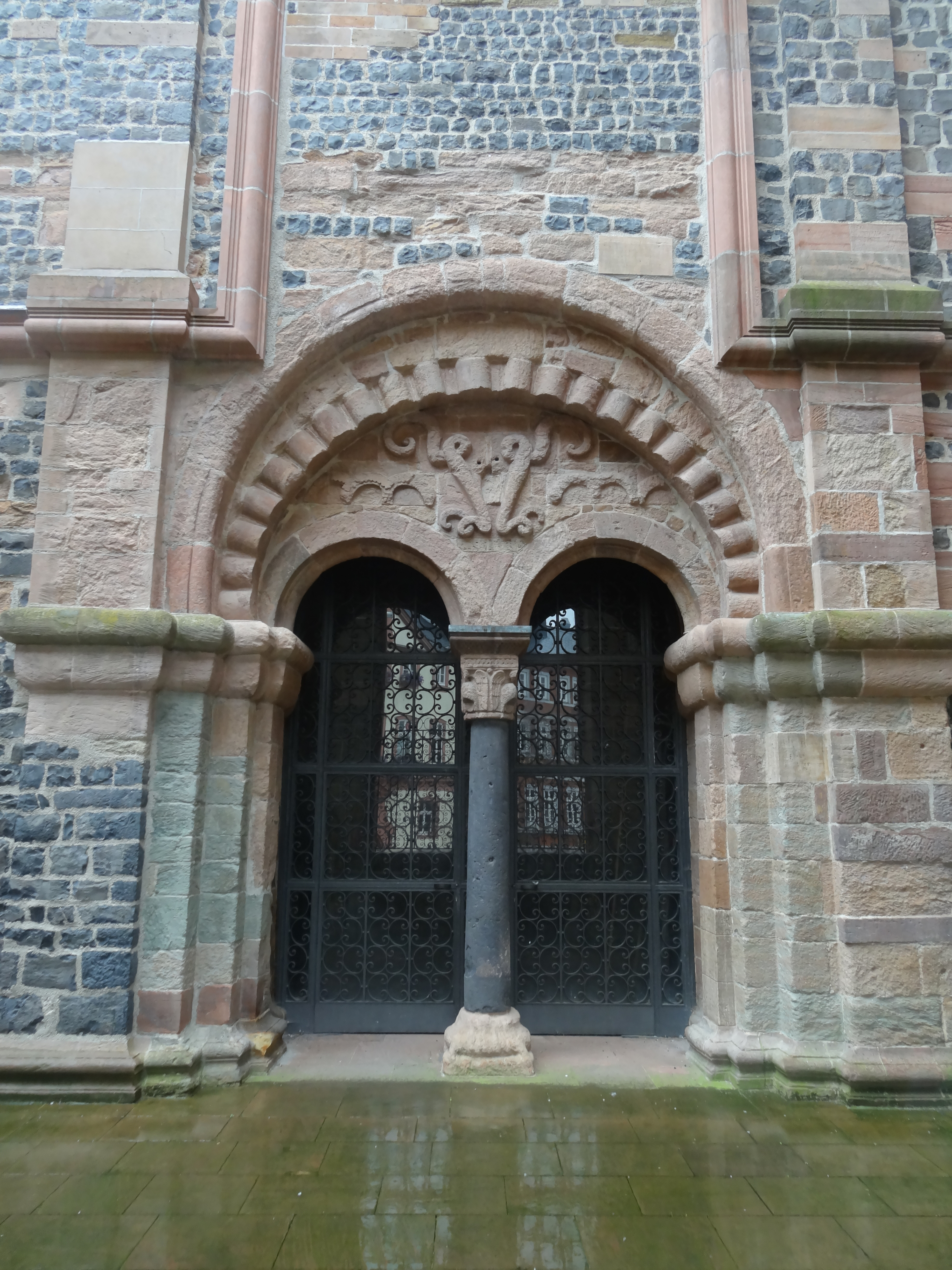
Heidenportal
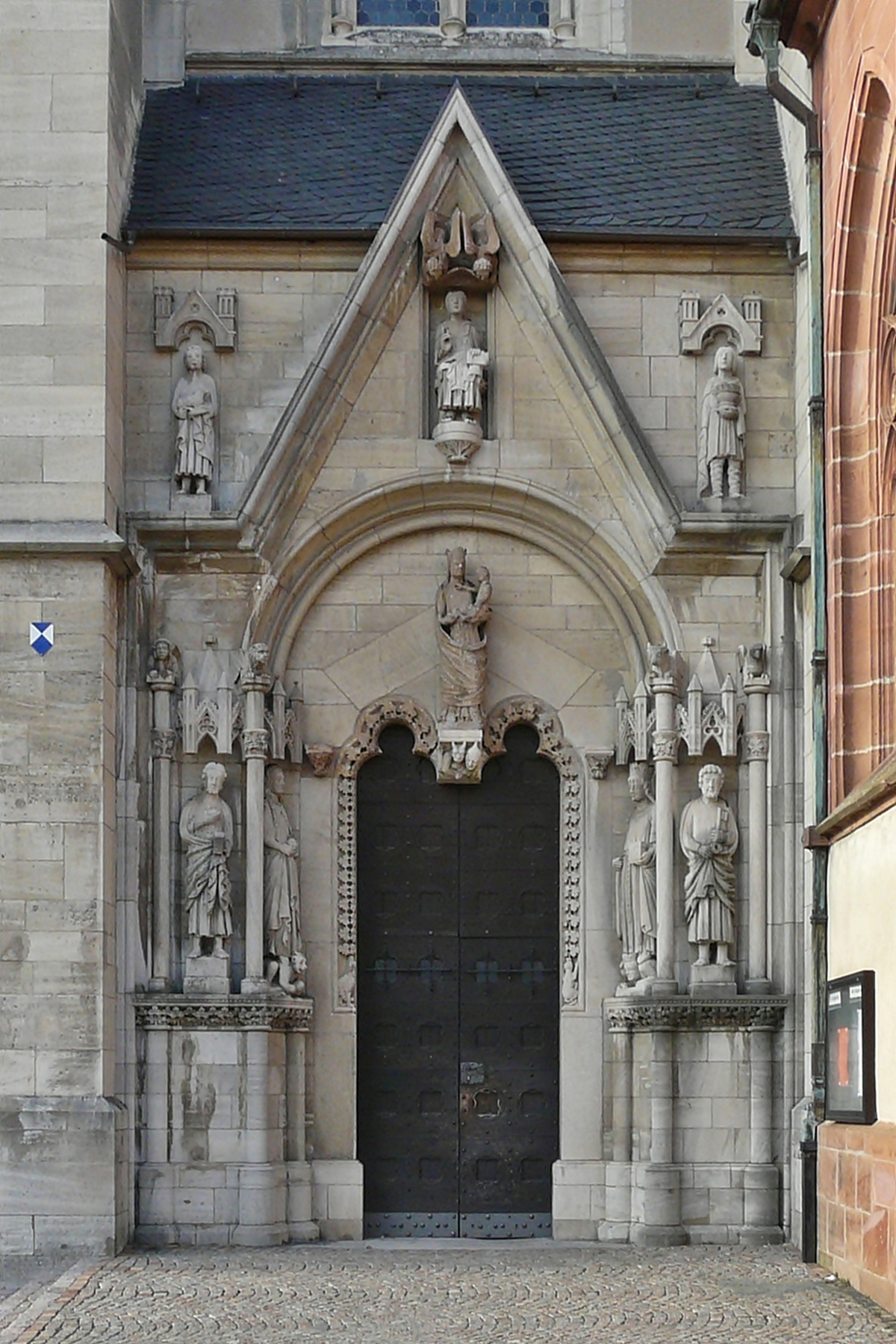
Portal południowy
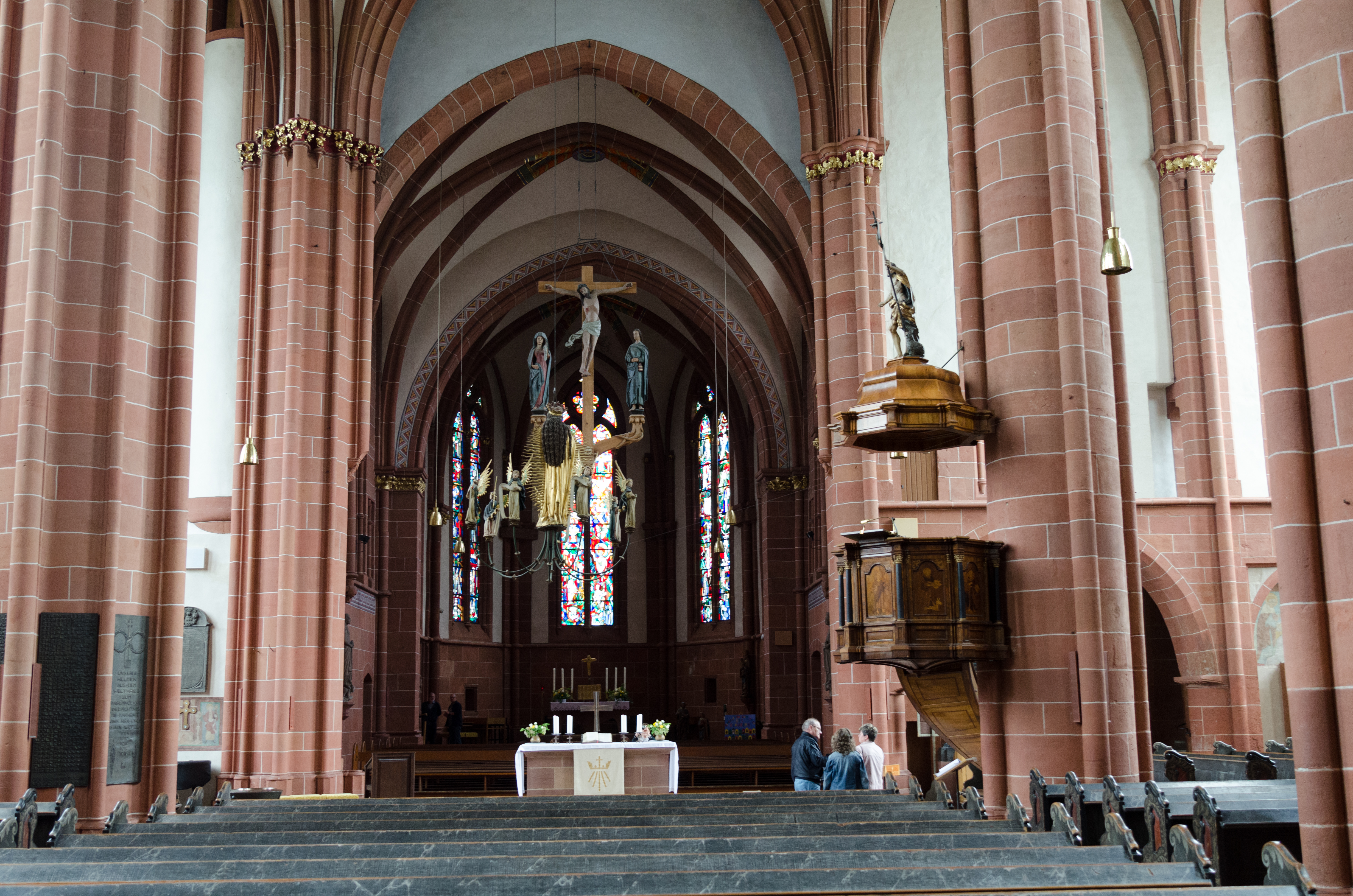
Wnętrze
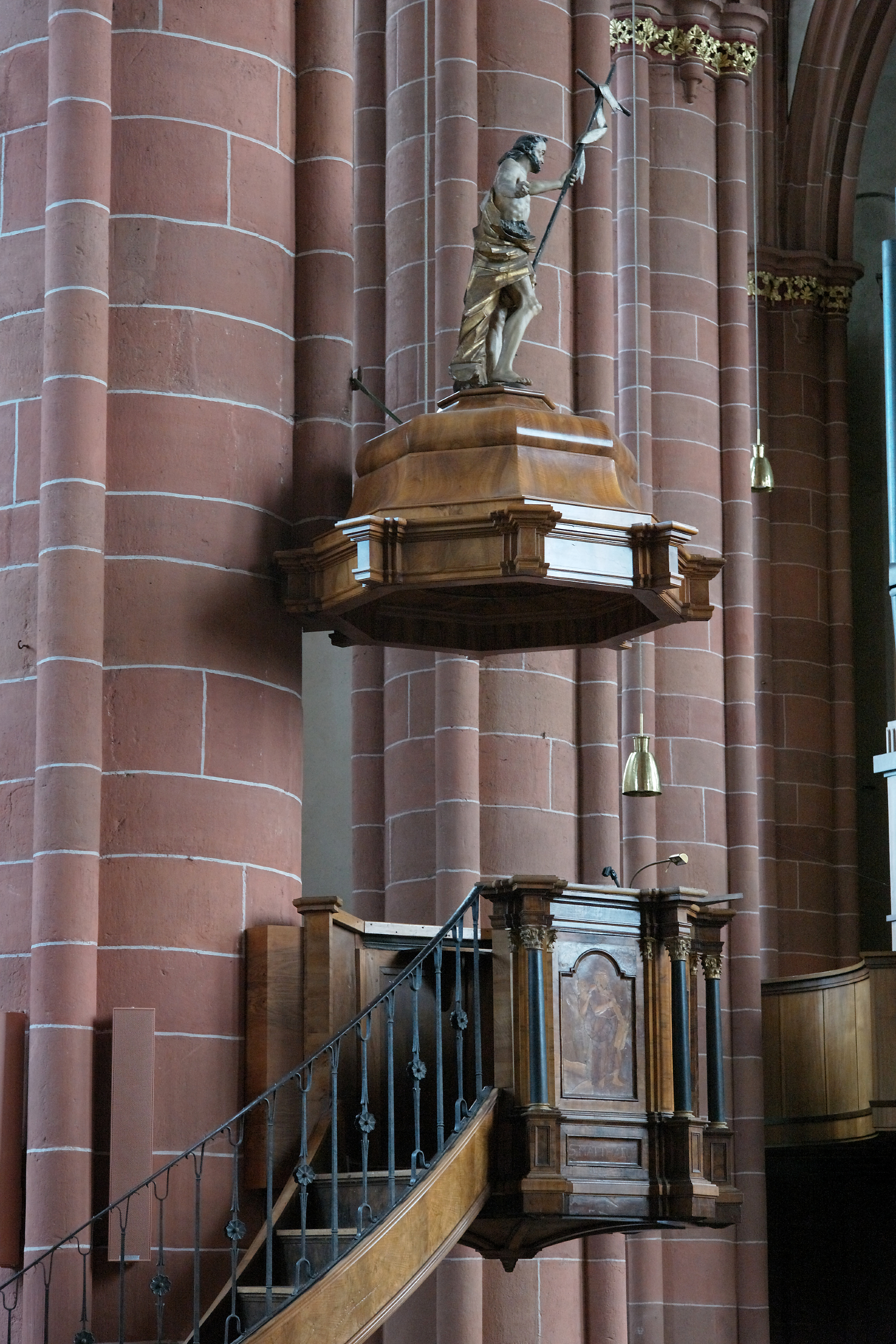
Ambona
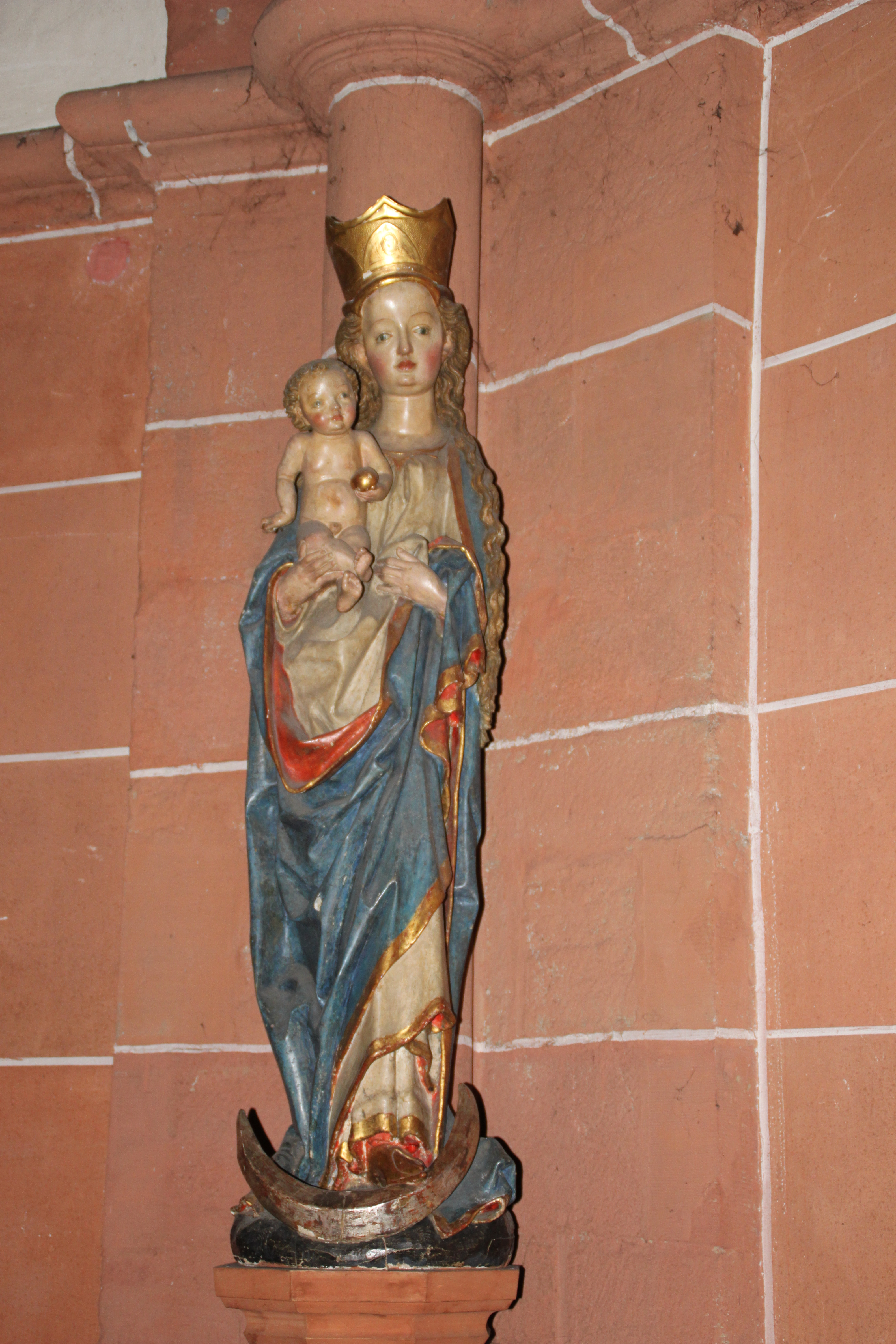
Figura Madonny w prezbiterium
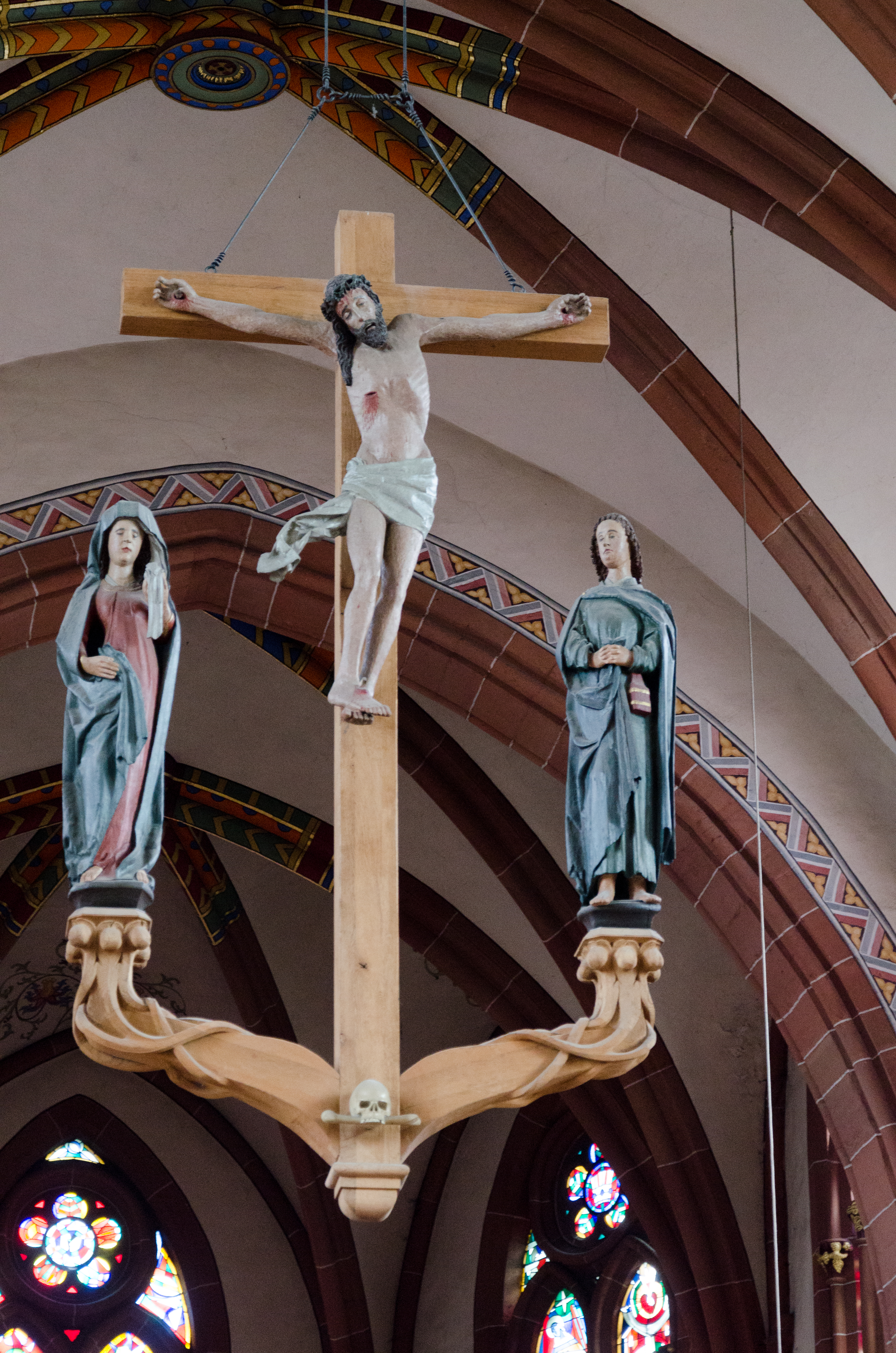
Krucyfiks tęczowy
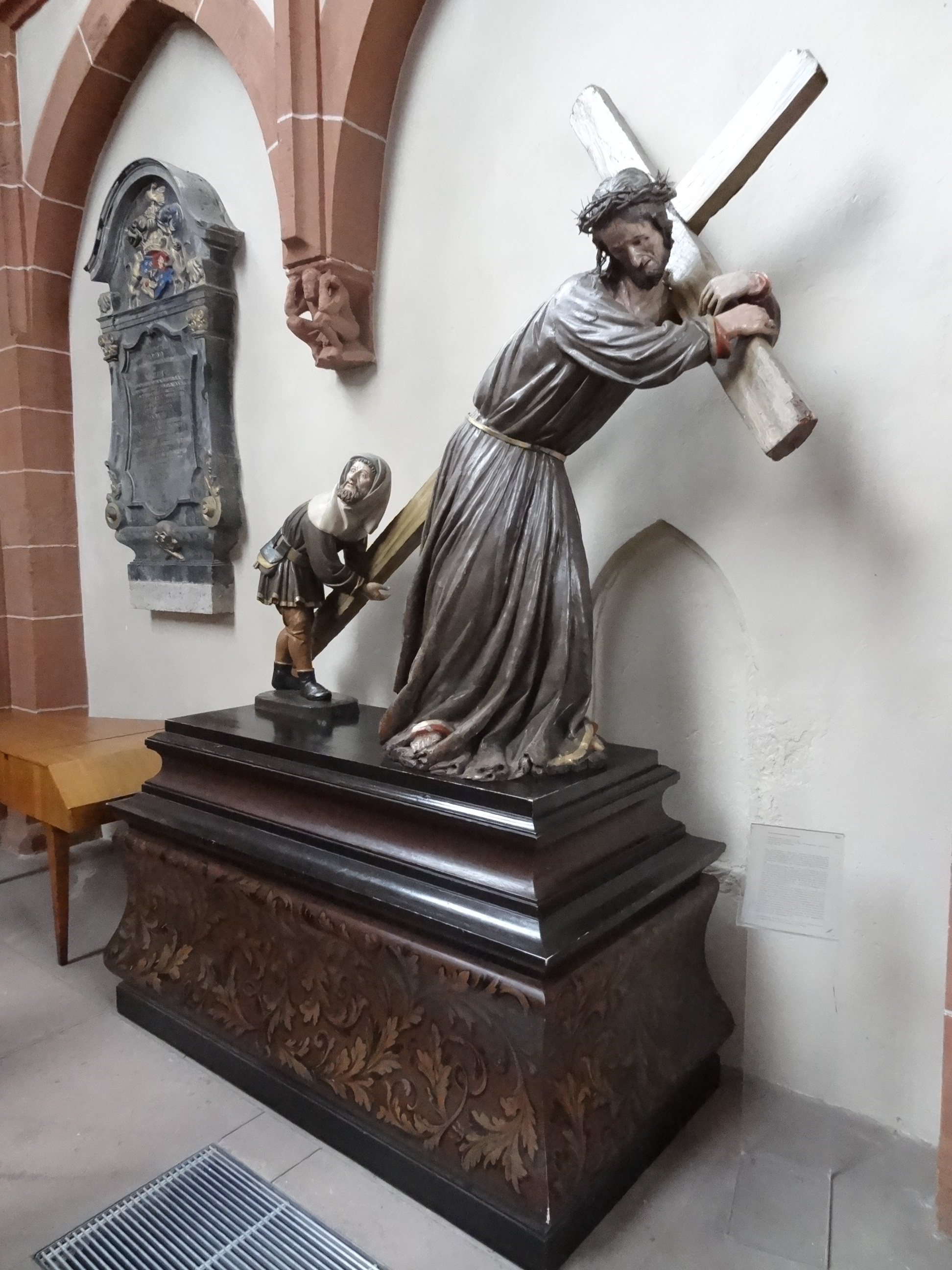
Figura Chrystusa niosącego krzyż
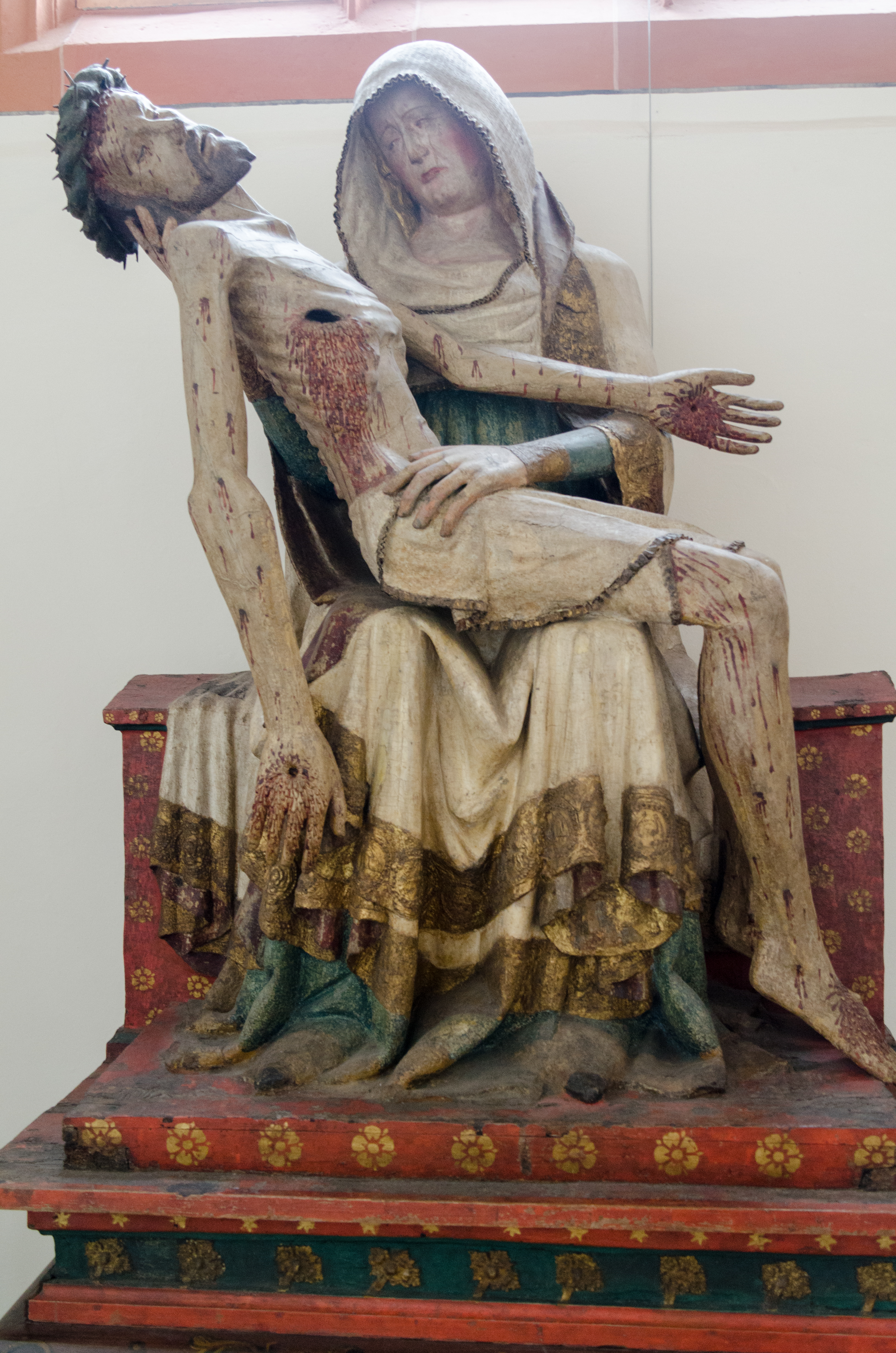
Pietà w kaplicy św. Jana
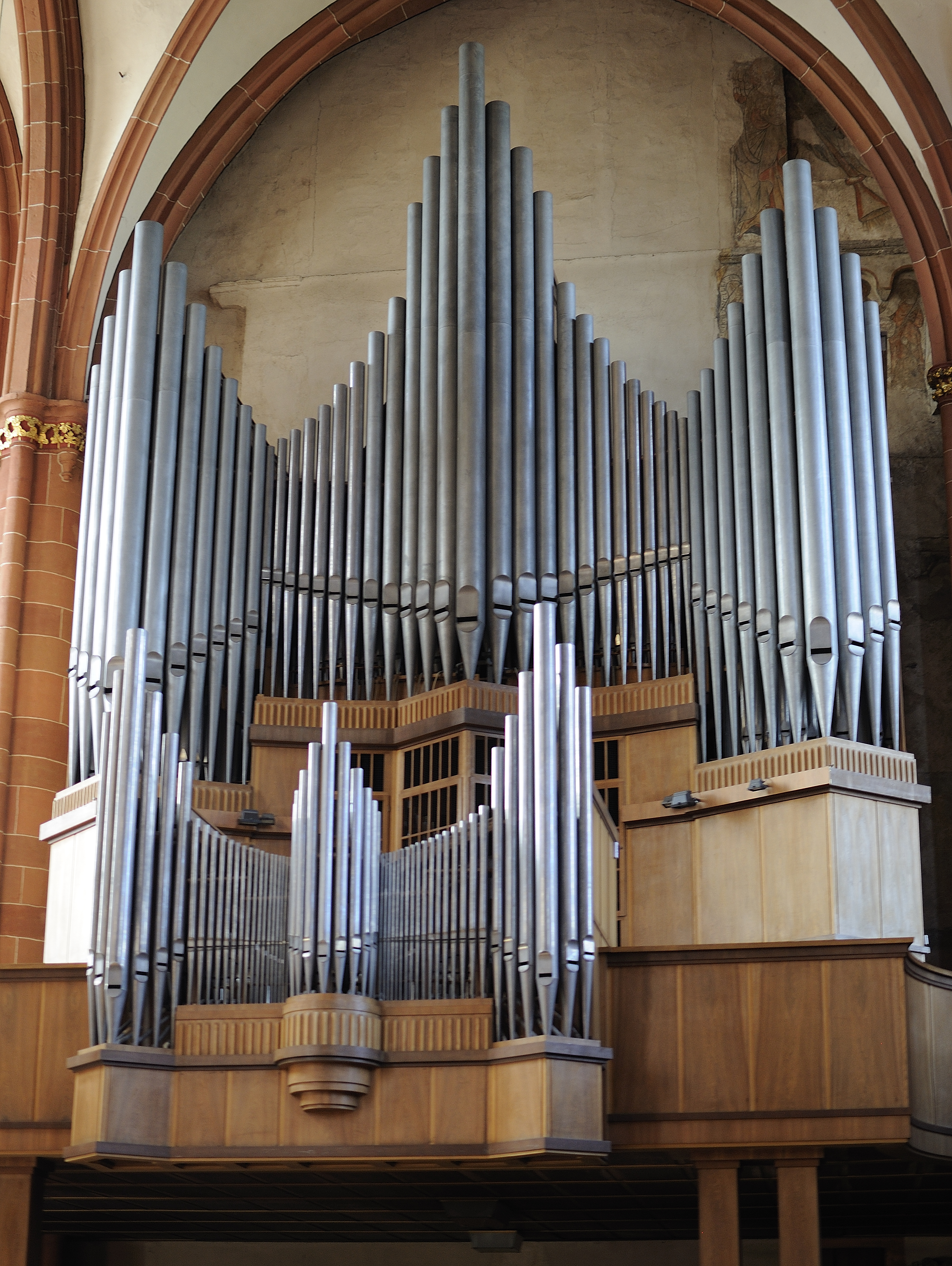
Organy